# 亚罗米尔·布拉热克
亚罗米尔·布拉热克（1972年12月29日—），捷克足球运动员，司職守門員，现效力於捷克联赛球會布拉格斯巴达。

## 生平

### 球會
這名守門員早年一直是捷克聯賽球會效力，早年經常要轉會。至1999年他加盟了捷克聯賽班霸布拉格斯巴达。他在這家球會效力了八年，贏得了五屆捷克聯賽冠軍(2000, 2001, 2003, 2005, 2007)。
他於2007年轉到鄰國德國效力纽伦堡一年，之後再回到布拉格斯巴达。

### 國家隊
他於2000年歐洲國家盃已隨國家隊出賽，最佳成績乃2004年歐洲國家盃，當屆打入四強。但此後無以為繼：2006年世界盃首圈出局；2008年歐洲國家盃也是遭到同一結果。

## 榮譽
- 捷克聯賽冠軍：2000、2001、2003、2005、2007